# Giro francês
Giro Francês, também conhecido como Entrismo foi a tática política adotada pelos trotskistas franceses entre 1934 e 1936 de atuar organizadamente no interior  da Seção Francesa da Internacional Operária (SFIO, o atual Partido Socialista Francês) . O entrismo foi repetido por outros grupos trotskistas em outros países durante a década de 1930.

## Histórico
A ideia do Giro Francês se originou após a insurreição fascista de 6 de fevereiro de 1934 e do Caso Stavisky  que levaram à queda do governo de Édouard Daladier. Temendo que os fascistas tomassem o poder como fizeram na Alemanha e na Itália , o Partido Socialista (SFIO) e o Partido Comunista Francês (PCF) formaram uma "Frente Única".
A Liga dos Comunistas , seção francesa da Oposição de Esquerda Internacional , mantinha-se neste momento como uma pequena organização formada predominantemente por militantes da classe média . Leon Trotsky viu uma grande oportunidade na Frente Única para expandir as fileiras trotskistas. Pois não via nenhuma possibilidade de voltar a entrar no Partido Comunista por causa de sua falta de democracia interna, ele acreditava que os trotskistas poderiam construir uma base na SFIO, que fez uma virada a esquerda sob a liderança de Léon Blum . Trotsky propôs formalmente o Giro Francês na SFIO em junho de 1934.
Os líderes da Liga Comunista estavam divididos sobre a questão de entrar na SFIO. Enquanto Raymond Molinier foi o mais favorável à proposta de Trotsky, Pierre Naville foi o que mais se opôs ao movimento, enquanto Pierre Frank permaneceu ambivalente. Após dois meses de discussão formal, a Liga votou para se dissolver na SFIO em agosto de 1934. No Partido Socialista, eles formaram o Grupo Bolchevique-Leninista (Groupe Bolchevik-Leniniste, GBL). Naville não acata a votação e rompe com o grupo 
Ao entrar na SFIO, o GBL iniciou a construção de sua base entre ala esquerda do partido. A influência dos trotskistas "foi mais forte na  Juventude Socialista e nas estruturas partidárias parisienses. No congresso do partido em Mulhouse, junho de 1935, os trotskistas lideraram uma campanha para evitar que a Frente Única se transforma-se em uma "Frente Popular", com a inclusão do Partido Radical. Jean Rous da GBL foi eleito para o Comitê Nacional da SFIO.
Após a oficialização da Frente Popular, Trotsky aconselhou o GBL a romper com a SFIO e organizar um partido revolucionário. Isto criou novas divisões dentro liderança do GBL. Enquanto Naville apoia a saída, Molinier esperava aprofundar o relacionamento com a ala de Marceau Pivert , um dos principais líderes de esquerda da SFIO. Isto levou a um rompimento confuso e desajeitado dos trotskistas no Partido Socialista no início de 1936, que atraiu apenas cerca de seis centenas de pessoas. Molinier e Naville formaram dois grupos separados, essa divisão foi reforçada pela forma de se relacionar com o novo partido de Pivert, o Partido Socialista Operário e Camponês (Parti Socialiste Ouvrier et Paysan, PSOP) .
Os trotskistas franceses se dispersaram no início da Segunda Guerra Mundial , mas em 1944 se reunificaram no Partido Comunista Internacionalista (PCI) .